# Vernon Wells (acteur)
Vernon George Wells (Rushworth, 31 december 1945) is een Australische acteur.

## Levensloop
Wells was mijnwerker en vertegenwoordiger voordat hij model en acteur werd. Zijn eerste tv-optreden was als model in een reclame.
Gedurende de begin jaren tachtig was hij daarnaast DJ en speelde hij in een band genaamd "Le Primitive".

## Films
- Westbrick Murders (2009) - Max
- Tru Loved (2008) - Coach Wesley
- It's a Wonderful Death (2008) - Big Tony
- Hollywood Confidential (2008) - Lt. Stone
- The Butcher (2007) - 1970's IRA commandant
- The Dead Undead (2007) - Raleigh
- Revamped (2007) - Wes
- Vagabond (2006) - Ivan
- Blood Ranch (2006) - Shotgun
- The Strange Case of Dr. Jekyll and Mr. Hyde (2006) - Dr. Dennis Lanyon
- Meet Me in Miami (2005) - Mr. Abbott
- Chastity (2005) - Trucker
- The Dream of Alvareen (2004) - Octagon
- Looney Tunes: Back in Action (2003) - Acme VP
- Curse of the Forty-Niner (2003) - Jeremiah Stone
- King of the Ants (2003) - Beckett
- Devil's Knight (2003) - Frank
- The Killing Point (2002) - Benton
- Power Rangers Time Force: Dawn of Destiny (2002) - Ransik
- Jumper (2002) - Pauly Juliano
- Power Rangers Time Force: The End of Time (2002) - Ransik
- The Man with No Eyes (2001) - Sab'han
- The Education of a Vampire (2001) - Captain Andrew Collins
- Beneath Loch Ness (2001) - Constable
- Power Rangers Time Force: Photo Finish (2001) - Ransik
- Power Rangers Time Force - Quantum Ranger: Clash for Control (2001) - Ransik
- Starforce (2000) - Squad Leader
- Never Look Back (2000)
- Wasteland Justice (1999) - Tarnak
- This Is Harry Lehman (1999) - Brady
- The Bad Pack (1998) - Motorrijder
- Billy Frankenstein (1998) - Otto
- Misfit Patrol (1998) - Capt. Cooke
- Kick of Death (1997) - Paulie
- Vulcan (1997)
- Space Truckers (1996) - Mister Cutt
- Hell's Paradox (1996) - Ghost Rider
- Hard Justice (1995) - Galaxy 500
- T-Force (1994) - Samuel Washington
- Plughead Rewired: Circuitry Man II (1994) - Plughead
- Ultimatum (1994)
- Manosaurus (1994) - Professor Sorenson
- 2002: The Rape of Eden (1994)- Mercenary Soldier
- Dickwad (1994) - Biker from Hell
- Stranglehold (1994) - Gerald Richter
- Fortress (1992) - Maddox
- Sexual Response (1992) - Philip
- The Shrimp on the Barbie (1990) - Bruce
- Circuitry Man (1990) - Plughead
- Sheng zhan feng yun (1990) - Hannibal
- American Eagle (1989) - Johnny Burke
- Circle of Fear (1989) - Allan Bainbridge
- Nam Angels (1989) - Chard
- Crossing the Line (1989) - Steve Sinclair
- Enemy Unseen (1989) - Steiger
- Partita, La (1988)
- Sunset (1988) - Australische huisman
- Innerspace (1987) - Mr. Igoe
- P.I. Private Investigations (1987) - Rechercheur North
- Last Man Standing (1987) - Roo Marcus
- Fortress (1986) (TV) - Dabby Duck
- Coming of Age (1986) - Chuck Proby (Donald)
- Commando (1985) - Bennett
- Weird Science (1985) - Lord General
- Mad Max 2 (1981) - Wez

- Biblioteca Nacional de España: XX1309490
- Bibliothèque nationale de France: cb13978957z (data)
- Gemeinsame Normdatei: 1290838631
- International Standard Name Identifier: 0000 0000 7823 8087
- Library of Congress Control Number: no2002077506
- SNAC: w6q36ssg
- Virtual International Authority File: 76508831
- WorldCat: E39PBJmtvpDdRFpX3gKMWr6dwC